# 穆罗姆
穆罗姆（俄語：Му́ром）是俄罗斯弗拉基米尔州的一座城市，位于奥卡河畔，距离首都莫斯科约300公里，人口126,901人（2002年）。

## 友好城市
- 捷克莫斯特
- 白俄羅斯博布鲁伊斯克